# Khata

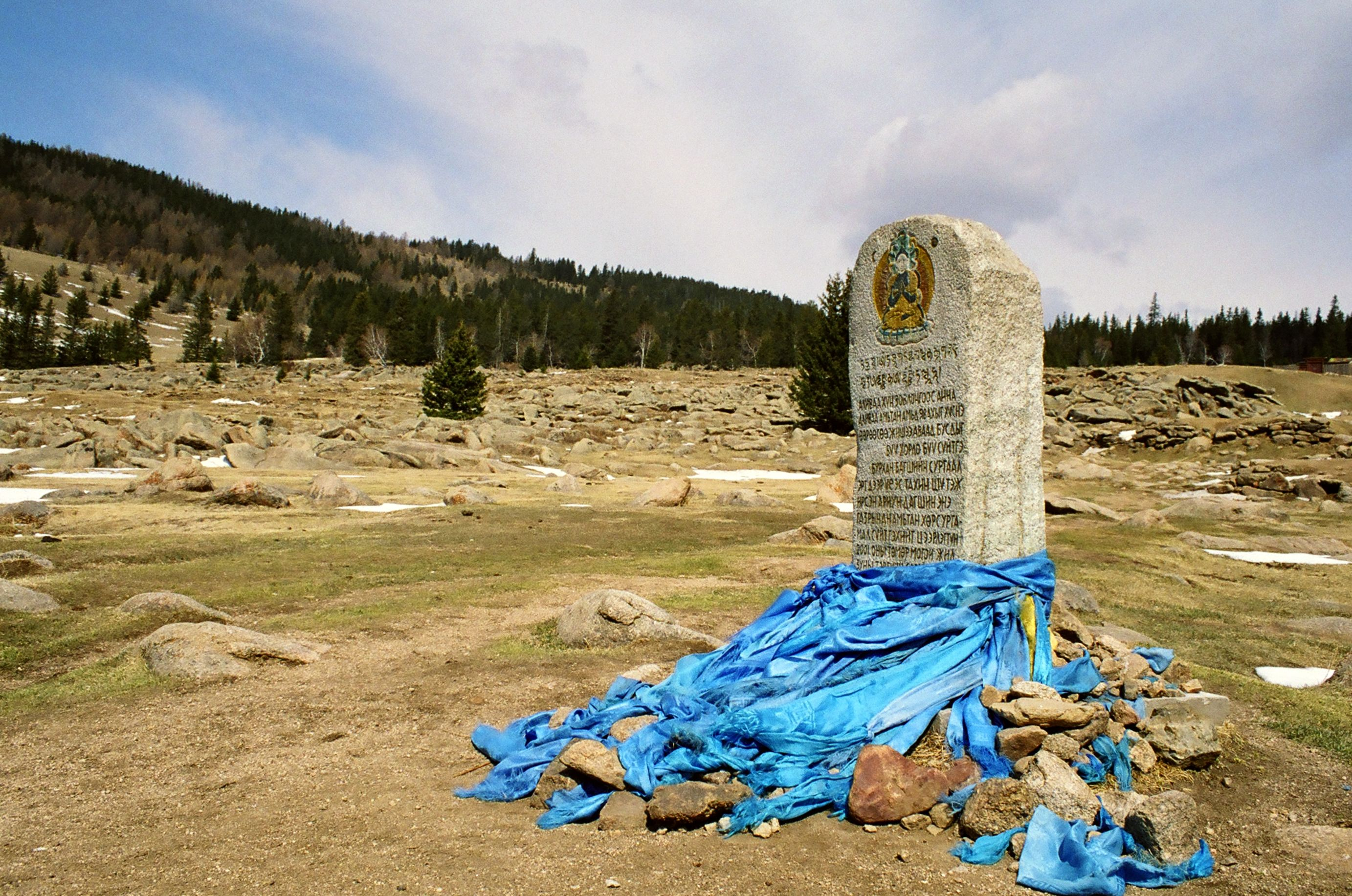
Khatas azuis amarrados a uma estela de pedra no Monastério de Manjusri, na Mongólia.

Khata ou khatag(em tibetano: ཁ་བཏགས་; em butanês:  དར་, Dhar, mongol: ᠬᠠᠳᠠᠭ / em mongol:  хадаг / AFI: [χɑtɑk], khadag ou hatag, em nepali:  खतक khada, em chinês 哈達/哈达; pinyin: hādá/hǎdá) é um cachecol de uso cerimonial no tengriismo e no budismo tibetano. Originou-se na cultura tibetana e é comum em culturas ou em países onde o budismo tibetano é praticado ou exerce influência. 
O khata simboliza pureza e compaixão e é usado ou apresentado com incenso em muitas ocasiões cerimoniais: dentre elas nascimentos, casamentos, funerais, graduações e a chegada ou a partida de convidados. São geralmente feitos de seda. Normalmente, os khatas tibetanos são brancos, simbolizando o coração puro de quem oferece, embora seja comum encontrar khatas na cor amarelo-ouro. Os khatas tibetanos, nepalis e butaneses contêm o ashtamangala. Também há khatas multicoloridos especiais. Os khatas mongóis geralmente são azusi, simbolizando o céu azul. Na Mongólia, khatas normalmente são amarrados a ovoos, estupas ou árvores e rochas especiais.

## Galeria

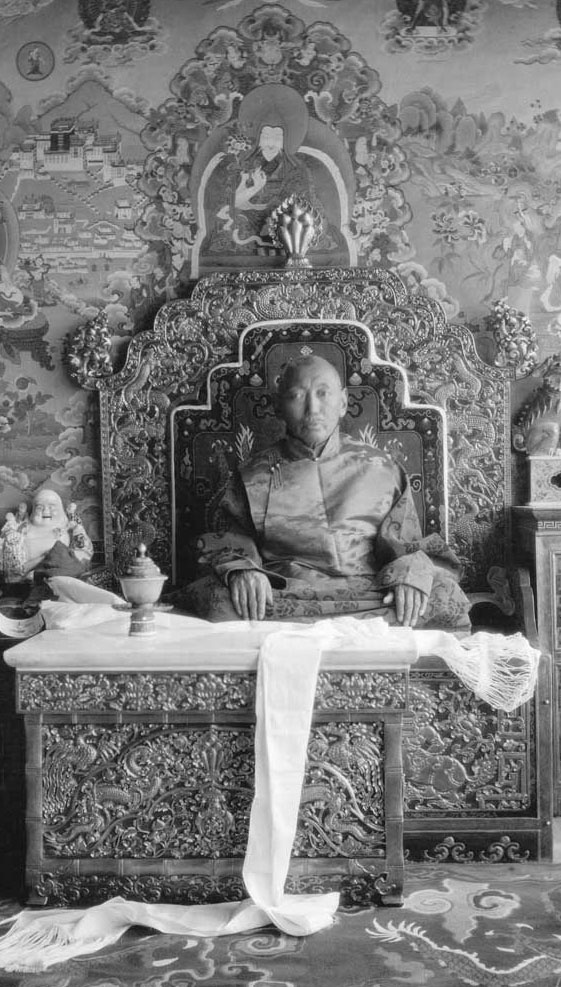
Thubten Gyatso, o 13.º Dalai-lama do Tibete, em 1932.